# Pieter Isaacsz
Pieter Isaacsz (1569 i Helsingør – 14. september 1625 sammesteds) var en hollandsk i Danmark levende historie- og portrætmaler. Han var maleren Isaac Isaacsz' far og læremester. Han var også dobbeltagent for først Danmark og Forenede Nederlande og siden også for Sverige.
Han var søn af Generalstaternes agent i Helsingør, men kom som ganske ung til Amsterdam, hvor han en kortere tid uddannedes under Cornelis Ketel, derefter under Jan van Aken, hvem han fulgte på rejser i Tyskland og Italien. I Holland, hvortil han vendte tilbage ca. 1590 — sit hus i Amsterdam gav han navnet Kronborg —, vandt han som maler en så god position, at der lød beklagelse over, at Danmark berøvede Holland denne mester. Han var nemlig to gange i Danmark som Christian IV's betroede maler. Første gang 1607-10 da han bl.a. malede det store dobbeltportræt af kongen og dronningen (De Danske Kongers Kronologiske Samling, Rosenborg Slot). Anden gang i 1614 hvor han fik sin faders stilling som agent i Helsingør. I 1616 forvistes han i tre år til Amsterdam, men Christian IV's gunst havde han som tilforn i 1618, da det overdroges ham at købe god hollandsk kunst ind for kongen. Forvisningen stod rimeligvis i forbindelse med hans senere forhold i 1620, da han overbevistes om at have drevet svensk spionage for 400 Rbd. kurant årlig. Han var dygtig som portrætmaler; foruden det alt nævnte billede, portrætter af Christian IV i Rosenborg og Berlins Gemäldegalerie af Palle Rosenkrantz (1622) med flere.
Blandt hans større malerier til Rosenborg Riddersal nævnes Badende i en orientalsk Havn, Sultan med Bygmester og Bakkanal; hans Mariæ Bebudelse til bedekammeret i Frederiksborg Slotskirke gik til grunde ved branden; de fleste felter i Rosenborg Audienssal, en del lidet originale landskaber tilskrives Isaacsz andre allegoriske og historiske billeder i Amsterdam (i Rijksmus. bl.a. to store skyttebilleder) og Basel.